# Campionato mondiale giovanile di scherma 1953
Il Campionato mondiale juniores di scherma del 1953 ("1953 World Juniors Fencing Championships") è stato organizzato dalla Federazione internazionale della scherma e si è svolto a Parigi in Francia dal 5 al 6 aprile.
Nel fioretto, si è aggiudicato il titolo di campione del mondo giovani il francese Roger Closset, che ha battuto in finale il magiaro Bertalan Szöcs.
Nella sciabola il polacco Wojciech Zabłocki prevale sull'italiano Paolo Narduzzi.

## Podi

### Uomini
| Specialità  | Oro               | Argento         | Bronzo                         |
| Individuali |                   |                 |                                |
| Fioretto    | Roger Closset     | Arturo Montorsi | Yves Lavoipierre Pascal Moussy |
| Sciabola    | Wojciech Zabłocki | Paolo Narduzzi  | Jerzy Pawłowski Helmuth Resch  |

## Medagliere
| Pos.   | Nazione  | Oro | Argento | Bronzo | Totale |
| ------ | -------- | --- | ------- | ------ | ------ |
| 1      | Francia  | 1   | 0       | 2      | 3      |
| 2      | Polonia  | 1   | 0       | 1      | 2      |
| 3      | Ungheria | 0   | 1       | 0      | 1      |
| 3      | Italia   | 0   | 2       | 0      | 1      |
| 5      | Austria  | 0   | 0       | 1      | 1      |
| Totale | Totale   | 2   | 2       | 4      | 8      |